# Jacques Vausseur
Jacques Vausseur, né le 16 avril 1919 dans le 6e arrondissement de Paris et mort le 12 juin 1974 à Londres est un animateur et un réalisateur de films d'animation français.

## Filmographie - Réalisation
Courts-métrages d'animation
- 1961 : Le Cadeau avec Dick Roberts
- 1964 : La Porte
- 1965 : Le Cadeau

Films d'animation publicitaire
- 1960 : Butajack pour Butagaz[3]
- 1963 : Mackeson (I)[4]
- 1963 : Mackeson (II)[5]

## Filmographie - Animation
Courts-métrages
- 1972 : You Are Ridiculous - de Alan Shean[6]
- 1973 : Benny - de Jim Duffy[7]

Longs métrages
- 1952 : La Bergère et le Ramoneur - de Paul Grimault - première version du film Le Roi et l'Oiseau
- 1972 : Snoopy, Come Home de Bill Meléndez[8]
- 1974 : Dick Deadeye, or Duty Done de Bill Meléndez[9]
- 1980 : Le Roi et l'Oiseau - de Paul Grimault pour les extraits de La Bergère et le Ramoneur